# Диана (регион)
Вижте пояснителната страница за други значения на Диана.
Диана (на френски: Diana) е един от двадесет и двата региона на Мадагаскар.
- Столица: Анциранана
- Площ: 19 266 км²
- Население (по преброяване през май 2018 г.): 889 736 души
- Гъстота на населението: 46,18 души/км²[1]

Регион Диана е разположен в провинция Антсиранана, в северната част на страната и има излаз на Индийския океан. Разделен е на 5 района.